# Hŭich'ŏn
Hŭich'ŏn (/hɰi.tsʰʌn/) est une ville de Corée du Nord située dans la province de Jagang.

## Démographie
En 1987, sa population était de 163 000 habitants.

## Transports
Il existe une ligne de trolleybus et les chemins de fer d'état.